# Барсіна
Барсіна (дав.-гр. Βαρσίνη, між 363 і 357 роками до н. е. — 309 рік до н. е.) — представниця знатного перського роду Фарнакідів і коханка Олександра Великого, що народила від нього позашлюбного сина Геракла.
Барсина народилася в сім'ї знатного перського вельможі та сатрапа Геллеспонтської Фригії Артабаза . У 356 році до н. е. Артабаз повстав проти влади перського царя Артаксеркса III. Після провалу повстання у 353 чи 352 роках до н. е. Артабаз разом із сім'єю знайшов притулок при дворі македонського царя Філіпа II у Пеллі. Там, за однією з версій, Барсіна сподобалася юному царевичу Олександру.
Після того як Артабаз отримав прощення і повернувся до Персії, Барсіну видали за Ментора, від якого вона народила дочку. Після смерті Ментора вона одружилася з його братом Мемнона, народила сина. Під час походу Олександра в Азію Барсіна, як дружина воєначальника Мемнона, як почесна заручниця виявилася при дворі Дарія III. Разом із родичами Дарія у 333 році до н. е. вона потрапила в полон до македонян. Її краса, чудова освіта та гарний характер привернули увагу Олександра Македонського. Барсіна, згідно з Плутархом, стала першою жінкою македонського царя, який у юності був байдужий до тілесних радощів. Зв'язок між Барсіною та Олександром тривав близько п'яти років. Від Олександра Барсіна народила Геракла.
У 327 році до н. е. Олександр одружився з Роксаною, тому Барсіна залишила двір і переїхала до Пергам, де й прожила близько 14 років. У 309 році до н. е. вона була залучена у війни діадохів за розділ Македонської імперії і вбита.

## Походження. Ранні роки
Барсіна походила із знатного перського роду Фарнакідів, чиї представники зводили свій родовід до перших царів імперії Ахеменідів і керували важливою областю держави Геллеспонтською Фригією протягом цілого століття . Відмінною особливістю предків Барсини було вміння зберігати лояльність перським царям і водночас вибудовувати добрі стосунки з греками. У V столітті до н. е. Фарнакіди еллінізувалися і стали брати активну участь у справах сусідніх грецьких полісів .

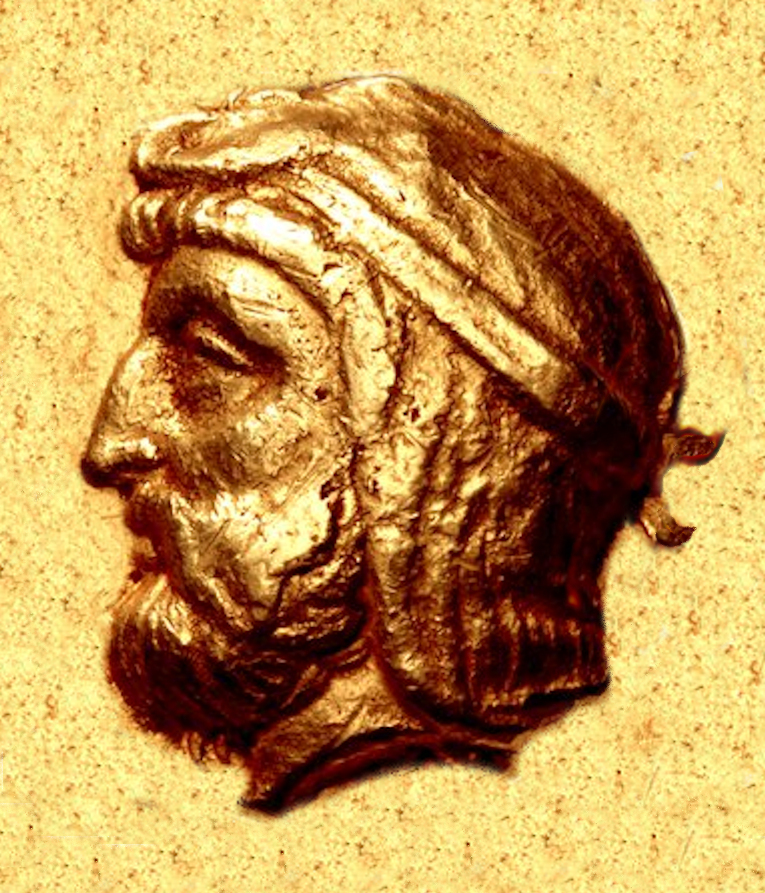
Портретне зображення на золотому статері отця Барсини Артабаза, близько 356 року до н. е.

Батьком Барсини був Артабаз II, який близько 363 року до н. е. одружився з сестрою відомих воєначальників Ментора і Мемнона Родоських. Згідно з античними джерелами у нього народилися 11 синів і 10 дочок . Не виключено, що відомості Діодора про кількість дітей Артабаза, так і про те, що всіх їх народила одна жінка, помилкові. Точна дата народження Барсіни невідома. В історіографії наводять кілька датувань — 363, 360 та 357/356 роки до н. е.
У 356 році до н. е. Артабаз повстав проти влади перського царя Артаксеркса III. Після провалу повстання у 353 чи 352 роках до н. е. Артабаз разом із сім'єю знайшов притулок при дворі македонського царя Філіпа II у Пеллі. У Македонії Барсіна здобула грецьку освіту та привернула увагу спадкоємця престолу Олександра .

## Повернення до Персії. Шлюби з Ментором та Мемноном Родоськими
Через деякий час швагер Артабаза Ментор знову вступив на службу до персів і брав участь у придушенні повстання в Єгипті. У 342 році до н. е. він був призначений головнокомандувачем у приморських азійських провінціях. Йому вдалося вибачитися для Артабаза і Мемнона, які повернулися в Азію. Барсіну видали за Ментора, якому Артабаз зобов'язаний поверненням на батьківщину. Цей шлюб міг бути запорукою союзу між полководцем Ментором та Артабазом. Від Ментора Барсіна народила дочку. Усього у Ментора було три дочки, двох з яких, швидше за все, народили інші жінки. Після смерті Ментора у проміжку між 340 та 338 роками до н. е. Барсіну видали за Мемнона. Можливо, мотиви шлюбного союзу мали той же характер, як і за одруження з Ментором. У другому шлюбі Барсіна народила сина . Можливо, йдеться про Мемнона, який згаданий у псефізмі 327/326 років до н. е. Народних зборів Афін, «чиї предки Артабаз і Фарнабаз допомагали афінянам».
Другий чоловік Барсини Мемнон успішно керував перськими військами під час азійської експедиції македонян 336—334 років до н. е. у Малу Азію. Після початку походу Олександра Мемнона було призначено командувачем флоту в Егейському морі, де також вів успішні військові дії. Барсіна з дітьми відправили до двору Дарія III. Офіційним приводом було забезпечення їхньої безпеки, хоча історики не виключають інших причин. Грецьке походження Мемнона давало привід ставитись до нього з підозрілістю. Дружини та діти воєначальників при дворі царя царів були свого роду заручниками та запорукою їхньої вірності. У 333 році до н. е. під час облоги Мітилени на Лесбосі Мемнон захворів і помер, а Барсина овдовіла вдруге .

## Стосунки з Олександром Македонським
У 333 році до н. е. після поразки Дарія III у битві при Іссі Барсіна разом з іншими дружинами та дітьми перських вельмож потрапила під Дамаском у полон до македонян. Незабаром вона стала коханкою Олександра Македонського. Згідно з Плутархом, до одруження македонський цар був байдужий до тілесних радощів  і "не знав, крім Барсини, жодної жінки" . В античних джерелах та сучасній історіографії є дві версії любовного зв'язку Олександра та Барсини, які не є взаємовиключними — особистісна та політична. Плутарх характеризує Барсіну добре вихованою жінкою, яку відрізняв хороший характер. Можливо, що вона була першим дитячим захопленням юного царевича . Про наявність особистісного фактора у взаєминах Олександра та Барсини свідчить їхня тривалість близько п'яти років з 332 по 327 рік до н. е. Історики також вказують і політичний мотив. Зв'язок з представницею однієї з найзнатніших сімей в імперії Ахеменідів був вигідний Олександру. Наполовину персіянку, наполовину гречанку Барсіну могли сприймати уособленням культурного альянсу між двома народами. У цьому контексті можна розглядати і пораду воєначальника Парменіона своєму цареві "зблизитися з цією красивою та благородною жінкою"   . Можливо, Парменіон хотів через Барсіну зміцнити своє становище за Олександра.
Статус Барсіни при дворі Олександра залишається неясним. Можливо, вона була заручницею македонського царя, проте античні джерела не використовують термін щодо Барсини. Можливо, на неї поширювалося розпорядження Олександра про збереження за полоненими під Дамаском знатними жінками їхнього колишнього статусу. Історик М. Брозіус доводив, що Барсіна не могла бути матір'ю законних спадкоємців, оскільки була чужинкою і не належала до царського роду. Можливо, Барсіна знаходилася при дворі Олександра на становищі «жінки царя», середньому між дружиною та наложницею.
Македоняни сприймали взаємини свого царя з Барсиною як належне. Для них Барсіна була бранкою, вдовою одного з ворожих воєначальників, законним трофеєм Олександра.
У 330 році до н. е. батько Барсіни Артабаз, який до кінця зберігав вірність Дарію III, із синами здався в Гірканії Олександру. Македонський цар прийняв їх з усіма почестями . Артабаз навіть був призначений сатрапом Бактрії та Согдіани. Таку «милість» Олександра легко пояснити його взаєминами з Барсіною.
Близько 327 року до н. е. Барсина народила Геракла, первістка Олександра. Ім'я хлопчика було обране невипадково. Міфологічний герой Геракл вважався родоначальником царської династії македонських царів Аргеадів, а також народним героєм. У тому ж році Олександр узяв за дружину бактрійську князівну Роксану. Після цього Барсіна з сином пішла в Пергам. Місто знаходилося в межах колишньої сатрапії отця Барсини Артабаза, де, ймовірно, у Фарнакідів залишилися великі володіння. Очевидно, за рік до цього в Пергам поїхав сам Артабаз, який попросив Олександра відправити його на спокій.
Одруження Олександра з Роксаною та від'їзд у Пергам не призвели до опалу родини Барсіни. На масовому весіллі в Сузах у 324 році до н. е. дочка Барсіни від Ментора була віддана за дружину другу і наварху Олександра Неарху, а сестри Апама і Артоніда видані за воєначальників Птолемея і Евмена . На весілля, мабуть, запросили також матір нареченої Неарха Барсіну. Там же Олександр узяв за дружину старшу дочку Дарія III, яку, згідно з Плутархом, звали Статирою, а згідно з Арріаном — Барсіною. Такі різночитання імен в античних джерелах призводить до закономірної плутанини в історіографії. Так, наприклад, історик А. С. Шофман писав, що «Олександр одружив Евмена з сестрою своєї перської дружини Барсини». М. Л. Гаспаров стверджував, що Плутарх ототожнював двох тезок — дочок Артабаза та Дарія. Зміна імені дівчини після шлюбу була стандартною практикою. Так, під час весілля ім'я змінила мати самого Олександра, та й на весіллі в Сузах сестра самої Барсини Апама стала Артакамою. Відповідно дочка Дарія під час шлюбу з Олександром могла змінити ім'я Статири на Барсину, або навпаки з Барсини на Статиру.
Історик Вільям Тарн вважав усю історію про взаємини Олександра та Барсіни вигаданою. Він доводив, що юний Геракл був самозванцем, вірніше пішаком у війні діадохів, які оголосили його сином Олександра. Можливо, історія про зв'язок царя з Барсиною була придумана ретроспективно, щоб пояснити появу постаті Геракла на політичній арені . Аргументи, викладені у статті 1921 «Heracles Son of Barsine», були детально розібрані П. Брантом у статті «Alexander, Barsine and Heracles» 1975 року. В цілому, думка У. Тарна не знайшла визнання в історіографії.

## Після смерті Македонського
За повідомленням Квінта Курція Руфа, після смерті царя в 323 році, ще до пологів Роксани, на зборах Неарх у Вавилоні спробував заявити про права Геракла (племінника своєї дружини) на престол: «Ні для кого не може бути дивно, — сказав він, — що царська велич личить лише кровним спадкоємцям Олександра. Проте чекати царя, що ще не народився, і обходити вже існуючого не відповідає ні духу македонців, ні стану речей. Є у царя син від Барсіни, йому треба передати діадему». Однак Птолемей (між іншим, одружений з сестрою Барсіни) став заперечувати проти спадкоємця від будь-якої з персіянок: «Варто нам перемагати персів, щоб служити їхньому роду». Тоді виступив Арістон, нагадавши: «Коли Олександра запитали, кому він передасть царство, він сказав, що хоче, щоб воно дісталося найкращому; сам же він визнав за найкращого Пердікку, якому і передав перстень. Він був не один за вмираючого, і цар, обвівши всіх очима, вибрав з натовпу друзів саме його, щоб передати йому перстень. Отже, йому було завгодно, щоб вищу владу було передано Пердиці». За Юстином, кандидатуру хлопчика запропонував не Неарх, а Мелеагр: "не слід відтягувати рішення і чекати ворожого результату пологів Роксани; нема чого чекати, що народяться якісь царі, треба використовувати вже народжених. Хочуть вони хлопчика, — так у Пергамі вже є син Олександра на ім'я Геркулес, народжений Барсіною". Пізніше царями були проголошені новонароджений син від Роксани Олександр IV і одночасно брат Олександра Філіп III Аррідей  .
Античні джерела пояснюють відмову у визнанні Геракла новим царем перським походженням Барсіни. Юстин наводить слова Мелеагра: «не личить, щоб македоняни брали собі царів, у яких жилах тече кров тих, чиї царства вони зруйнували». Сучасні історики не вважають цей аргумент основним. На момент смерті Олександра Барсіна з сином вже кілька років перебували в Пергамі і про їхнє існування забули. Потенційне право Геракла як первістка Олександра на престол можна було легко проігнорувати. До того ж, реальна влада перебувала в руках діадохів, яких родичі Олександра цікавили лише тією мірою, якою вони могли служити їх власним інтересам.
Між 321 та 319 роками до н. е. за наказом регента Македонської імперії Антипатра Барсіну з Гераклом перевезли до Македонії, проте пізніше відпустили назад у Пергам .
Знову про Барсину згадали лише через 14 років після смерті Олександра. Під час розпочатих воєн діадохів за розділ Македонської імперії Антигон вислав Барсину з сином з Пергаму під опіку Поліперхона, щоб посилити тиск на Кассандра, який правив на той час у самій Македонії. У 309 році до н. е. Полісперхон вирішив використовувати єдиного сина Олександра, який залишився живим, для зміцнення впливу в Македонії. Барсіна поклала надію на лояльність македонян до сина свого легендарного царя, проте виявилася лише розмінною монетою у боротьбі за владу. Кассандр переконав Поліперхона відмовитися від задуму, натомість обіцяючи підтримку на Пелопоннесі. Тому у 309 році до н. е. за наказом Поліперхона Барсіна і Геракл були вбиті, а потім таємно поховані    .

### Дослідження
- Белох К. Ю. Греческая история: в 2 т / пер. с нем. М. О. Гершензона[ru]; под ред. и со вступ. ст. Ю. И. Семёнова[ru]. — М. : Государственная публичная историческая библиотека России, 2009. — Т. 2: Кончая Аристотелем и завоеванием Азии. — ISBN 978-5-85209-215-1.
- Дройзен И. Г. История эллинизма. История Александра Великого. — М. : Академический Проект, 2011. — 623 с. — (Технологии истории) — ISBN 978-5-8291-1304-9.
- Киляшова К. А. Политическая роль Барсины, дочери Артабаза // Учёные записки Казанского университета[ru]. Серия гуманитарные науки. — 2017. — Т. 159, № 6 (11 травня). — С. 1393—1403. — ISSN 2500-2171.
- Киляшова К. А. Политическая роль женщин при дворе македонских царей династии Аргеадов. Диссертация на соискание учёной степени кандидата исторических наук / Научный руководитель доктор исторических наук, профессор Э. В. Рунг. — Казань : Казанский (Приволжский) федеральный университет, 2018.
- Кошеленко Г. А., Гаибов В. А. Судьбы сатрапов востока. Эпоха Александра Македонского // Проблемы истории, филологии, культуры. — 2007. — № 17 (11 травня). — С. 202—222. — ISSN 2658-316X.
- Рунг Э. В. О сатрапских династиях в Ахеменидской державе: Фарнакиды в Даскилии // Учёные записки Казанского университета. Серия Гуманитарные науки. — 2011. — Т. 153, № 3 (11 травня). — С. 87—94. — ISSN 2500-2171.
- Рунг Э. В. IG. II2. 356: Афины и Мемнон Родосский // Вопросы эпиграфики. — М., 2011. — Вип. 5 (11 травня). — С. 192—206.
- Рунг Э. В. Военно-политическая деятельность Ментора Родосского // МНЕМОН. Исследования и публикации по истории античного мира. — 2014. — № 14 (11 травня). — С. 143—160. — ISSN 1813-193X.
- Уортингтон Йен. Филипп II Македонский. — СПб. — М. : Евразия — ИД Клио, 2014. — 400 с. — ISBN 978-5-91852-053-6.
- Холод М. М. О Менторе и Мемноне Родосских: один сюжет из их биографий // Мнемон: Исследования и публикации по истории античного мира. — 2018. — № 18—1 (11 травня). — С. 277—295. — ISSN 1813-193X.
- Шахермайр Ф.[ru]. Александр Македонский. — Ростов-на-Дону : Феникс, 1997. — 576 с. — ISBN 5-85880-313-Х.
- Шифман И. Ш. Александр Македонский / ответственный редактор Э. Д. Фролов. — Л. : Наука, 1988. — ISBN 5-02-027233-7.
- Шофман А. С.[ru]. Первый этап антимакедонского движения периода восточных походов Александра Македонского // Вестник древней истории[ru]. — М. : Наука, 1973. — Вип. 126. — № 4 (11 травня). — С. 117—135.
- Шофман А. С. Восточная политика Александра Македонского / Печатается по постановлению редакционно-издательского совета Казанского университета. Отв. редактор В. Д. Жигунин. — Каз. : Издательство Казанского университета, 1976.
- Berve H. 152. Άρτάβαζος // Das Alexanderreich auf prosopographischer Grundlage. — München : C. H. Beck`sche Verlagsbuchhandlung, 1926. — Т. 2.
- Carney E. D. Women and Monarchy in Macedonia. — Norman : University of Oklahoma Press, 2000. — ISBN 0-8061-3212-4.
- Chugg A. M. 4. Barsine, Daughter of Artabazus // Alexander’s Lovers. — 2nd edition. — AMC Publications, 2012. — P. 138—151. — ISBN 0955679044.
- Hammond N. G. L.[ru], Griffith G. T., Walbank F. W. A History of Macedonia. — Oxford : Clarendon Press, 1988. — Т. III: 336-167 B.C. — ISBN 0-l9-814814-1.
- Heckel W.[en]. Barsine // Who's Who in the Age of Alexander the Great: Prosopography of Alexander's Empire. — Malden; Oxford; Carlton : Blackwell Publishing, 2006. — P. 70. — ISBN 1-4051-1210-7.
- Lightman M., Lightman B. Barsine (I) // A to Z of Ancient Greek and Roman Women. — rev. ed. — New York : Facts on File, 2008. — P. 53—54. — ISBN 0-8160-6710-4.
- Tarn W. W. Heracles Son of Barsine // The Journal of Hellenic Studies. — The Society for the Promotion of Hellenic Studies, 1921. — Vol. 41 (11 May). — P. 18—28. — DOI:10.2307/624794.